# Dambudzo Marechera
Dambudzo Marechera (4 giugno 1952 – 18 agosto 1987) è stato uno scrittore, drammaturgo e poeta zimbabwese.
Nella sua breve carriera ha prodotto un libro di racconti, due romanzi (uno pubblicato postumo), un libro di commedie, prosa e poesia e una raccolta di poesie (anche postuma). Era conosciuto per la sua scrittura abrasiva, pesantemente dettagliata e consapevole di sé, considerata una nuova frontiera nella letteratura africana, e il suo comportamento non ortodosso nelle università da cui era stato espulso nonostante eccellesse nei suoi studi.

## Primi anni di vita
Marechera, il cui nome di battesimo era Charles William, nacque a Vengere Township, Rusape, Rhodesia del Sud, da Isaac Marechera, un assistente dell'obitorio, e Masvotwa Venenzia Marechera, una domestica. Era figlio di genitori Shona della parte centro-orientale della Rhodesia.
Nel suo libro del 1978, La casa della fame, e nelle interviste, Marechera suggerisce spesso falsamente che suo padre sia stato investito da "un treno del XX secolo" o "tornò a casa con un coltello conficcato nella schiena" o "è stato trovato nel l'obitorio dell'ospedale con il corpo crivellato di proiettili". Tali resoconti errati possono essere parte della propensione di Marechera a rivedere anche i "fatti" della propria vita. Quando Marechera tornò da Londra e fu nominato scrittore ospite presso l'Università dello Zimbabwe, sua madre e le sue sorelle tentarono di incontrarlo, ma lui le respinse immediatamente, accusando la madre di aver cercato di ucciderlo. Tuttavia, è noto da resoconti aneddotici che Marechera non ha mai fatto uno sforzo per incontrare alcun membro della sua famiglia prima di morire nel 1987.
È cresciuto tra discriminazione razziale, povertà e violenza. Ha frequentato la Missione di Sant'Agostino a Penhalonga, dove si è scontrato con i suoi insegnanti sul programma di insegnamento coloniale, l'Università della Rhodesia (ora Università dello Zimbabwe), da cui è stato espulso durante i disordini studenteschi, e il New College di Oxford, dove il suo comportamento asociale e la negligenza accademica hanno portato ad un'altra espulsione.

## Successo editoriale e anni successivi
Il suo primo libro e opera magnum, La casa della fame (1978), è arrivato subito dopo il suo periodo in gran parte deludente al New College, Oxford University. Tra le nove storie che contiene, la lunga storia del titolo descrive l'infanzia e la giovinezza travagliate del narratore nella Rhodesia coloniale in uno stile che è emotivamente avvincente e verbalmente pirotecnico. La narrazione è caratterizzata da spostamenti nel tempo e nello spazio e da un offuscamento di fantasia e realtà. Considerato il segnale di una nuova tendenza della scrittura africana incisiva e visionaria, La casa della fame è stato insignito del Guardian Fiction Prize nel 1979. Marechera è stato il primo e unico africano ad aver vinto il premio a 33 anni (è stato sostituito nel 1999 dal Guardian First Book Award).
Black Sunlight (1980) è stato paragonato alla scrittura di James Joyce e Henry Miller, ma non ha ottenuto il successo di critica di The House of Hunger. Liberamente strutturato e stilisticamente allucinato, con dotte digressioni su vari punti di discussione letterari e filosofici, il secondo libro di Marechera esplora l'idea di anarchismo come posizione intellettuale formale. The Black Insider, pubblicato postumo nel 1990, è ambientato in un edificio della facoltà di arti che offre rifugio a un gruppo di intellettuali e artisti da una imprecisata guerra esterna, che in seguito travolge anche loro. La conversazione dei personaggi è incentrata sull'identità africana e sulla natura dell'arte, con il protagonista che sostiene che l'immagine africana è semplicemente un'altra figura sciovinista di autorità.
All'Università di Oxford, Marechera colpì i suoi professori come uno studente molto intelligente ma piuttosto anarchico che non aveva un particolare interesse ad aderire ai programmi del corso, scegliendo piuttosto di leggere qualunque cosa colpisse la sua fantasia. Aveva anche la reputazione di essere un giovane rissoso che non esitava a combattere fisicamente i suoi antagonisti, specialmente nei pub intorno a Oxford. Ha iniziato a mostrare un comportamento irregolare, che potrebbe essere stato il risultato di un consumo eccessivo di alcol o di uno shock culturale, ma che lo psicologo scolastico ha diagnosticato come schizofrenia. Marechera ha minacciato di uccidere alcune persone e ha tentato di incendiare l'università. Era anche famoso - o famigerato - per non avere rispetto per l'autorità derivata dalle nozioni di superiorità razziale o di classe. Per aver tentato di incendiare il collegio, a Marechera furono date due possibilità: o sottoporsi a visita psichiatrica o essere espulso; scelse quest'ultimo, accusando l'università di violentarlo mentalmente.
A questo punto la vita di Marechera divenne travagliata, tanto che nel 1977 lo fece finire nel carcere di Cardiff per possesso di marijuana e per una decisione sulla sua espulsione. Si unì alle comunità di senza tetto intorno a Oxford e in altri luoghi, dormendo nei salotti degli amici e scrivendo vari pezzi di fantasia e poetici sulle panchine del parco, regolarmente aggredito da delinquenti e terrorizzato dalla polizia per vagabondaggio. Durante questo periodo ha anche vissuto per molti mesi nella comunità occupata a Tolmers Square, nel centro di Londra, e si ritiene che qui abbia finito di scrivere il suo primo libro. Fu così dalle esperienze combinate all'Università della Rhodesia, di Oxford e dal vagabondaggio per le strade dell'Inghilterra e del Galles che emerse l'opera più celebre di Marechera, The House of Hunger.
Dopo che The House of Hunger fu acquistato da James Currey della casa editrice Heinemann e pubblicato nella loro African Writers Series, Marechera divenne una celebrità istantanea nei circoli letterari dell'Inghilterra. Tuttavia, il suo pulsante di autodistruzione si è rivelato irresistibile e ha costantemente causato indignazione. Alla cena con buffet per l'assegnazione del Guardian Fiction Prize del 1979 a lui per The House of Hunger, in un memorabilmente scatto d'ira Marechera iniziò a lanciare piatti verso un lampadario. Tuttavia, l'Università di Leeds e l'Università di Sheffield gli hanno offerto una posizione come writer-in-residence.
Sembra che Marechera pensasse che l'establishment editoriale britannico lo stesse derubando, quindi iniziò a fare irruzione negli uffici della Heinemann in momenti strani per chiedere i suoi diritti d'autore. Tuttavia, viveva in estrema povertà e la sua salute fisica ne soffriva molto perché non mangiava abbastanza e beveva troppo. Amici, compagni di studio dello Zimbabwe come Musaemura Zimunya (un poeta indipendente), Rino Zhuwarara, Stanley Nyamfukudza (un altro scrittore di talento) e semplici amici occasionali, erano tutti sospettati da Marechera di essere coinvolti nei suoi molti problemi anche quando agivano in buona fede. Alla fine è andato in giro con gli squattrinati che vivevano ai margini dell'establishment letterario, irrompendo nelle feste e in genere mettendosi nei guai e più di una volta venendo salvato da Currey. Per il suo comportamento distruttivo, veniva regolarmente espulso dall'Africa Centre, il luogo di incontro culturale al Covent Garden di Londra per studiosi e studenti africani e afrocentrici. Alcuni resoconti suggeriscono che Marechera abbia sposato una donna britannica, ma non si sa molto dell'unione.

## Ritorno in Zimbabwe e ultimi anni
Marechera è tornato nel nuovo Zimbabwe indipendente nel 1982 per assistere alle riprese del film House of Hunger. Tuttavia, ha litigato con il regista ed è rimasto in Zimbabwe quando l'equipaggio è ripartito, conducendo un'esistenza da senzatetto ad Harare prima della sua morte lì cinque anni dopo, a causa di un disturbo polmonare correlato all'AIDS, all'età di 35 anni.
Mindblast; or, The Definitive Buddy (1984) è stato scritto l'anno dopo il suo ritorno a casa e comprende tre commedie, un racconto in prosa, una raccolta di poesie e un diario su una panchina. Il libro critica il materialismo, l'intolleranza, l'opportunismo e la corruzione dello Zimbabwe post-indipendenza, estendendo il dibattito politico oltre la questione del nazionalismo per abbracciare un'autentica rigenerazione sociale. La combinazione di un'intensa autoanalisi, una critica sociale convincente e una forma sperimentale aperta ha attratto una giovane generazione di cittadini dello Zimbabwe, la cosiddetta generazione mindblast, che stava cercando nuovi modi di percepire i propri ruoli all'interno della nazione emergente.
La poesia di Marechera è stata pubblicata postuma con il titolo Cemetery of Mind (1992). Come le sue storie, le sue poesie mostrano l'influenza di scrittori modernisti da Arthur Rimbaud e T. S. Eliot ad Allen Ginsberg e Christopher Okigbo, e confermano la sua propensione per la critica sociale percettiva, l'intensa autoesplorazione e l'audacia verbale.
In un'intervista, Marechera ha detto di sé: "Penso di essere il doppelganger che, fino a quando non sono apparso, la letteratura africana non aveva ancora incontrato". Questa è una valutazione accurata del ruolo di Marechera nello scioccare il lettore nel guardarsi di nuovo attraverso gli occhi dell'altro. Il suo individualismo, la sperimentazione letteraria e l'iconoclastia assicurano che il suo lavoro resista a definizioni ristrette; è costantemente in movimento e attraversa i confini.

## Premi
- 1979 Guardian Fiction Prize

## Eredità
Marechera rimane il prodotto culturale più importante dello Zimbabwe sul fronte della scrittura creativa. Dalla sua morte, dozzine di scrittori più giovani e molti dei suoi colleghi hanno scritto numerosi resoconti e biografie che descrivono in dettaglio la sua vita e le sue opere travagliate. Negli anni '90, i più importanti erano gli stranieri, in particolare la studiosa tedesca Flora Veit-Wild, che ha scritto sia una biografia che un libro di fonti sulla vita e le opere di Marechera.

## Opere
- The House of Hunger, 1978 (La casa della fame, Racconti, 2019, ISBN 978-88-9976-743-3)
- Black Sunlight, 1980
- Mindblast or The Definitive Buddy, 1984
- The Black Insider, 1992
- Cemetery of Mind, 1992
- Scrapiron Blues, 1994